# Зейденберг, Говелий Шоель Мошков
Говелий Шоель Мошков (Савелий Моисеевич) Зейденберг (Зайденберг) (16 [28] апреля 1862, Бердичев, Киевская губерния, Российская империя — 1942, Ярославль, СССР) — русский и советский художник.

## Биография
Родился 16 апреля (28 апреля по новому стилю) 1862 года в Бердичеве в еврейской семье.
В конце 1870-х — начале 1880-х годов обучался в Киевской рисовальной школе Н. Мурашко. В 1882 году поступил в Петербургский университет и одновременно записался вольным слушателем Императорской Академии художеств. В 1885 году он стал студентом академии, которую окончил в 1891 году. Через год получил звание классного художника первой степени за картину «Принятие христианства святой царицей Александрой».
С 1914 по 1940 годы работал в Институте живописи, скульптуры и архитектуры в Ленинграде, был автором полотен на исторические, религиозные и бытовые темы, также писал портреты. С 1886 года Говелий Зейденберг принимал участие во многих выставках, при этом его первая персональная выставка состоялась в 1937 году в Ленинграде. Также художник был членом ряда художественных объединений, среди которых — Еврейское общество поощрения художеств, Ассоциация художников революционной России. Зейденберг был членом-учредителем Общества имени А. И. Куинджи. В 1914—1917 годах преподавал в студии по подготовке в Академии художеств, после 1917 года — во ВХУТЕИНе и Институте живописи, скульптуры и архитектуры Академии художеств. Среди его учеников были Аненков, Акимов, Марк Шагал, Агаронян и другие художники.
Умер в 1942 году, находясь в эвакуации в Ярославле. Его имя вошло в Энциклопедию Современной Украины (2010 год, том 10).